# День российской почты

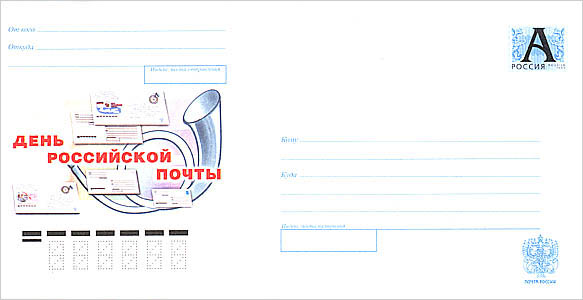
Художественный маркированный конверт «День российской почты» (Россия, 2001)

День росси́йской по́чты — профессиональный праздник работников почтовой связи, отмечаемый в России с 1994 года ежегодно во второе воскресенье июля.

## История
История почты России насчитывает более тысячи лет. Русская почта является одной из старейших в Европе. (Подробнее см. История почты России.)
Празднование Дня российской почты установлено указом президента Российской Федерации «О Дне российской почты» от 16 мая 1994 года № 944 в ознаменование той роли, которую российская почта сыграла в развитии российского государства.

## Памятные конверты
В 2001 году «Почта России» выпустила художественный маркированный конверт по случаю празднования Дня российской почты. В качестве знака почтовой оплаты на конверте отпечатана безноминальная марка с литерой «А». Затем они стали выходить ежегодно.